# 삼성 갤럭시 북 시리즈
삼성 갤럭시 북 시리즈는 삼성전자가 개발한 5번째 노트북 브랜드로, 윈도우 10, 11을 탑재한 노트북, 태블릿 계열이다. 이 시리즈의 최초 장치 삼성 갤럭시 탭 프로 S 태블릿은 2016년 2월 삼성전자에서 발표했으며 그 해 2월 출시되었다.
삼성 랩탑 브랜드는 1994~2013년은 삼성 센스, 2013~2015년은 삼성 아티브 북, 2014~2022년은 삼성 노트북, 2017~2020년도는 노트북 오디세이, 2017년도부터 현재까지는 갤럭시 북 시리즈이다.